# Justiça como equidade
"Justiça como equidade: política, não metafísica" é um ensaio de John Rawls, publicado em 1985. Nele ele descreve sua concepção de justiça. Ele compreende dois princípios principais de liberdade e igualdade; o segundo é subdividido em igualdade justa de oportunidades e princípio da diferença.
Rawls organiza os princípios em "prioridade lexical", priorizando na ordem do princípio da liberdade, da igualdade justa de oportunidades e do princípio da diferença. Essa ordem determina as prioridades dos princípios caso eles entrem em conflito na prática. Os princípios, no entanto, são concebidos como uma concepção única e abrangente de justiça — "Justiça como Equidade" — e não para funcionar individualmente. Esses princípios são sempre aplicados para garantir que os "menos favorecidos" sejam beneficiados e não prejudicados ou esquecidos.
Rawls apresentou originalmente a teoria em seu livro de 1971, A Theory of Justice, expandindo posteriormente vários de seus temas em seu livro posterior intitulado Political Liberalism.

## Primeiro princípio: o princípio da liberdade
O primeiro e mais importante princípio é que todos têm os mesmos direitos e liberdades fundamentais. Rawls argumentou que "certos direitos e liberdades são mais importantes ou fundamentais" do que outros." Por exemplo, Samuel Freeman argumenta que Rawls acredita que a "propriedade pessoal" — pertences pessoais, uma casa — constitui uma liberdade básica, mas um direito absoluto à propriedade privada ilimitada não o é. Como uma liberdade fundamental, esses direitos são invioláveis. O governo não deve alterar, violar ou remover tais direitos dos indivíduos. Thomas Mertens diz que Rawls acredita que os princípios da sociedade são escolhidos por cidadãos representativos em termos "justos".
Rawls articula o princípio da liberdade como a liberdade básica mais ampla compatível com a liberdade semelhante para outros em A Theroy of Justice; mais tarde, ele alterou isso em Liberalismo Político, afirmando em vez disso que "cada pessoa tem uma reivindicação igual a um esquema totalmente adequado de direitos e liberdades básicas iguais".

## Segundo princípio: o princípio da igualdade
O princípio faz parte da justiça que estabeleceu a justiça distributiva. Rawls concede ao princípio da igualdade justa de oportunidades prioridade lexical sobre o princípio da diferença: a sociedade não pode ajustar a desigualdade para maximizar a proporção dos mais vulneráveis sem fornecer posições e oportunidades necessárias para que os mais desfavorecidos as alcancem.

### Igualdade justa de oportunidades
Este princípio sustenta que “os cargos e posições” devem estar abertos a todos, independentemente da sua origem social, casta ou género. Este princípio é mais forte do que a “igualdade formal de oportunidades”. Rawls argumenta que o potencial humano não deve ser apenas um “direito”, mas também uma igualdade de oportunidades “efetiva”.

### Princípio da diferença
O princípio da diferença regula as desigualdades: ele permite apenas desigualdades que beneficiem os mais desfavorecidos. Isto é frequentemente mal interpretado como uma economia de gotejamento; o argumento de Rawls é expresso de forma mais precisa como um sistema onde a riqueza "se difunde para cima". Ao garantir um acordo justo aos mais desfavorecidos da sociedade, Rawls compensa as desigualdades naturais (talentos com os quais se nasce, como a capacidade para o esporte).
Rawls justifica o princípio da diferença com base no fato de que, como a igualdade justa de oportunidades tem prioridade lexical, a escolha justa entre os cenários ótimos de Pareto que poderia ocorrer seria aquela que beneficia os mais desfavorecidos, em vez dos mais favorecidos.

## Posição original
Um componente fundamental do argumento de Rawls é a sua afirmação de que os seus princípios de justiça seriam escolhidos pelas partes na posição original. Este é um experimento mental no qual as partes selecionam princípios que determinarão a estrutura básica da sociedade em que viverão. Essa escolha é feita por trás de um véu de ignorância, que privaria os participantes de informações sobre suas características particulares: sua etnia, status social, género e, crucialmente, sua concepção do bem. Isso força os participantes a selecionar princípios de forma imparcial e racional.